# 헨리 필딩

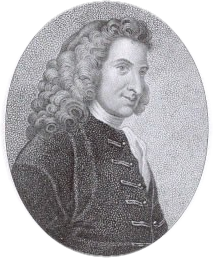
헨리 필딩

헨리 필딩(Henry Fielding, 1707년 4월 22일 ~ 1754년 10월 8일)은 영국의 소설가이다.
명문 집안에서 출생하여 학식도 풍부하였고 고전에도 정통했다는 점에서, 작품에서와 같이 전기면에서도 리처드슨과 대조적인 소설가였다. 처음에 법률을 배웠으나 한때 희곡에 뜻을 두어 20편 이상의 풍자적인 희곡을 썼다. 그러나 때마침 정부의 극장 탄압 때문에 변호사로 전업하는 한편 신문 편집에도 종사했다. 그가 소설로 전환한 계기가 된 것은 리처드슨의 《파멜라》의 성공이었다. 이 당시 평판이 높은 이 소설의 도덕적·종교적인 주장에서 위선적인 것을 감지(感知)한 때문에 그는 곧 그 패러디를 써서 내놓았고 다음해에 최초의 중요한 소설 《조셉 앤드루스의 모험》(1742)을 쓰고 그 서문에서 소설을 "산문에 의한 희극적 서사시"라 정의하여 처음으로 종래의 문학 형식 속에 소설의 위치를 정하려는 중요한 견해를 발표하였다. 따라서 그의 소설은 리처드슨의 작품과 대조적으로 복잡한 줄거리의 전개와 다양한 인생의 생생한 묘사, 그리고 명랑한 웃음을 특징으로 한다. 이 경향이 가장 잘 결실된 것이 다음 작품 《톰 존스》이며 영국 소설 사상 최대 걸작의 하나가 되었다. 또한 그의 풍자적인 일면은 당시의 대도적(大盜賊)에서 소재를 빌어온 《조나단 와일드전(傳)》(1743)에 더욱 잘 표현되어 있다. 만년에 런던 치안 판사로 임명되어 공적으로 바쁜 생활을 보냈으나, 소설의 제3작인 《아밀리아》(1751)를 그간에 집필하여 사회악에 대한 그의 우려를 작품 속에 담아 종교와 도덕을 강조하였다. 필딩은 리처드슨과 더불어 18세기의 가장 중요한 소설가이며 영국 소설의 전통에 하나의 흐름을 창시한 위대한 작가였다.